# Forêts de conifères alpines de Honshu
Localisation
Les forêts de conifères alpines de Honshu forment une écorégion terrestre définie par le Fonds mondial pour la nature (WWF), qui appartient au biome des forêts de conifères tempérées de l'écozone paléarctique. Elle occupe les régions de haute altitude de l'île d'Honshū et de la péninsule d'Oshima, sur Hokkaidō.